# Isabelle Thériault
Isabelle Thériault est une musicienne, entrepreneure et femme politique canadienne.
Membre du Parti libéral du Nouveau-Brunswick, elle représente la circonscription de Caraquet à l'Assemblée législative du Nouveau-Brunswick depuis l'élection provinciale de 2018. Elle est réélue lors des élections générales de 2020 et de celles de 2024.
Elle est ministre du Tourisme, du Patrimoine et de la Culture depuis 2024.

## Biographie
Isabelle Thériault est originaire de Shippagan. Comme musicienne, elle fonde le quatuor Les Muses puis est directrice musicale du groupe Ode à l'Acadie et de plusieurs événements d’envergure nationale. Elle donne de nombreux spectacles au Canada, aux États-Unis, en Europe, en Asie et en Afrique. Elle est récipiendaire de trois Prix Éloizes, deux prix Musique NB, un East Coast Music Award ainsi que du prix Femme entrepreneure de l’année de la Péninsule acadienne.
Elle crée l’Académie Isabelle Thériault, co-fonde le bistro La Brôkerie et est également directrice générale et artistique du Festival acadien de Caraquet.